# 亞歷山大·若瑟·桑托斯
亞歷山大·若瑟·瑪利亞·多斯·桑托斯，O.F.M.（1924年3月18日—2021年9月29日）是天主教莫桑比克司鐸級樞機及馬普托總教區榮休總主教。

## 生平
亞歷山大於1930年10月15日在喀麥隆薩瓦拉岀生。他於1953年6月25日在方濟各會晉鐸。
他於1974年12月23日晉牧，並獲教宗保祿六世任命為馬普托總教區總主教。教宗若望·保祿二世於1988年6月28日將他冊封為司鐸級樞機。他於2003年2月22日榮休，方濟各·希莫尤接替成為該總教區正權總主教。